# Байкіна Сара Набіуллівна
Байкіна Сара (Сарра) Набіуллівна (тат. Сара Нәбиулла кызы Байкина, нар. 14 грудня 1895, Астрахань, Російська імперія— 1972, Астрахань, СРСР) — російська і радянська актриса, заслужена артистка Кримської АРСР, заслужена артистка РРФСР (5.11.1940). Дружина Джаляла Мухаметзяновича Байкіна (1886—1954), відомого татарського актора, режисера, педагога.

## Біографія
Байкіна Сара (Сарра) Набіуллівна народилася 14 грудня 1895 року в місті Астрахань. Театральну сценічну діяльність розпочала в Астраханській татарській театральній трупі в 1912 році.
У 1913—1914 роках працювала в трупі «Сайяр», в 1916 році — в трупі «Ширкат». Після Жовтневої революції, в 1919 році навчалася в Астраханській татарській театральнії студії.
У 1922 році виступала в Першому показовому татарському театрі в Казані, в 1928—1929 роках працювала в Татарському академічному театрі імені Камала, в 1930-і роки грала в татарському театрі в Баку, потім — в Кримсько-татарському академічному театрі в місті Сімферополі.
Разом з театром Сара Байкіна була депортована в Узбекистан. У 1944—1956 роках працювала в Андижанському узбецькому театрі, потім повернулася в Астраханський театр.

## Театральні ролі
Сара Байкіна є першою виконавицею ролі Галіябану в однойменній п'єсі Мірхайдара Файзулліна. Вона також грала ліричні ролі в п'єсах Каріма Тінчуріна (Майсара — «Блакитна шаль»), Фатіха Амірхана (Сара — «Молодь»), Гаяза Ісхакі (Асма — «Вчителька»), Н. Везірова (Сагадат — «Горе Фахретдіна»), Ш. Камала (Каміля — «Хаджі-ефенді одружується»), О. М. Островського (Поліна — «Прибуткове місце»), Фрідріха Шиллера (Луїза — «Підступність і любов»), В. Шекспіра (Офелія — «Гамлет»).